# TCL1A
TCL1A‏ (T cell leukemia/lymphoma 1A) هوَ بروتين يُشَفر بواسطة جين TCL1A في الإنسان.

## التفاعل
لقد ثبت أن TCL1A يتفاعل مع AKT1 وAKT2.